# Giacomo Vrioni
Giacomo Vrioni, né le 15 octobre 1998 à San Severino Marche, est un footballeur international albanais qui évolue au poste d'attaquant avec le CF Montréal en MLS.

## Biographie

### En club
Ayant grandi à Matelica, il effectue sa formation footballistique dans le club local, évoluant même un temps en Serie D, avant de passer à la Sampdoria en 2015. Figurant à plusieurs reprises dans le groupe professionnel du club de Serie A, c'est néanmoins dans les ligues inférieures italiennes que le jeune Giacomo s'aguerrit .
Avec le club de l'US Pistoiese, il inscrit huit buts en Serie C lors de la saison 2017-2018. Le 17 décembre 2017, il se met en évidence en marquant un triplé lors de la réception de l'US Gavorrano (victoire 3-1). Il est ensuite l'auteur d'un doublé le 11 février 2018, lors d'un déplacement sur le terrain de l'AC Cuneo (3-3).
Il rejoint ensuite la Juventus en janvier 2020.
Prêté au WSG Tirol pour la saison 2021-2022, il inscrit dix-sept buts en vingt-cinq rencontres de première division autrichienne. Ses performances sont remarquées et lui valent d'être transféré au Revolution de la Nouvelle-Angleterre, en Major League Soccer, le 5 juillet 2022. Il y signe un contrat de joueur désigné jusqu'à l'issue de la saison 2025 pour un montant de transfert avoisinant les 3,8 millions de dollars.

### En sélection
Possédant la double nationalité italienne et albanaise, Vrioni joue d'abord avec les sélections de jeunes italiennes, jusqu'au moins de 19 ans. Avec cette sélection, il inscrit un but lors d'un match amical face à la Turquie, en septembre 2016. 
Il intègre ensuite l'équipe espoir d'Albanie, où il réalise ses débuts le 11 septembre 2018 contre, précisément, l'équipe d'Italie, où il marque un but malgré la défaite.
Quelques mois plus tard, il effectue également ses débuts avec l'équipe senior albanaise en Ligue des nations, contre Israël, le 14 octobre 2018.